# Ashram (banda)
Ashram es un grupo musical italiano formado por Sergio Panarella, Luigi Rubino, Alfredo Notarloberti y Leonardo Massa. Su estilo musical se describe como neoclásico. Sus temas típicamente se componen de piano, violín, violenchelo y voz.

## Discografía

### Álbumes
- 2001: For My Sun (Demo)
- 2002: Ashram
- 2006: Shining Silver Skies
- 2009: A Theme For The Moon

### Otros
- 2010: Gathered Under Shining Silver Skies (DVD, concierto en vivo)